# Leopold Milà i Sagnier
Leopold Milà i Sagnier   (Barcelona, 1921 - Esplugues de Llobregat, 1 de juliol de 2006), conegut com a Leopoldo Milà, fou un dissenyador industrial català, fundador de les empreses Polinax i DAE. Formà part del reduït grup de pioners del disseny industrial durant la dècada de 1960, quan aquesta professió encara no existia. Dins la seva brillant trajectòria hi destaquen dos famosos models de motocicleta que creà per a Montesa: la Impala (1962) i la Cota 247 (1968), totes dues guardonades amb el premi ADI-FAD al millor disseny industrial. Són també obra seva destacades peces de mobiliari com ara la pilona Tente, la xemeneia Cadaqués, la balisa Topo o el banc Montseny.

## Biografia
Membre d'una família nombrosa de l'aristocràcia progressista barcelonina, entre els seus vuit germans n'hi ha de famosos, com ara Alfons (prestigiós arquitecte, soci de Federico Correa) i Miquel Milà (pioner i promotor del disseny). El seu pare, Josep Maria Milà, era cosí germà de Pere Milà i Camps, l'empresari que encarregà a Antoni Gaudí la construcció de la Casa Milà; la seva mare, Montserrat Sagnier i Costa, era filla de Leopold Sagnier i Villavecchia, germà d'Enric i Joaquim Sagnier i Villavecchia i, per tant, cosina germana de Josep Maria Sagnier i Sanjuanena, el sogre de Francesc Xavier Bultó (consegüentment, la dona de Bultó, Inés Sagnier, i la mare de Milà eren cosines segones). Leopold Milà estava casat amb Lourdes Vidal-Ribas i Zaragoza, filla de Josep Vidal-Ribas i Güell, amb qui tingué set fills (un dels quals, de nom també Leopold, destacà com a pilot de trial durant la dècada de 1970) i era oncle dels periodistes Mercedes i Lorenzo Milá.
Ja des de petit havia demostrat gran habilitat fabricant tota mena de ginys i invents. De jove va iniciar estudis d'enginyeria, que va abandonar per a fer peritatge. Durant la dècada de 1940, tant ell com el seu germà Alfons destacaren en competicions de motociclisme de velocitat, participant-hi com a pilots oficials de Montesa (Leopold fou Campió d'Espanya el 1948, i Alfons el 1949). A finals dels anys 40 entrà a treballar a la fàbrica de Montesa com a responsable del taller de reparacions, aprofitant les estones lliures per a dibuixar un esbós d'allò que entenia com a "moto ideal". En veure Francesc Xavier Bultó casualment aquell esbós, el promogué al departament de disseny. Les principals aportacions de Milà des d'aquesta nova ocupació foren diversos protectors de cadena, parafangs, dipòsits, càrter monobloc i recerques sobre una transmissió primària sense cadena.
El maig de 1958, degut a desavinences entre Pere Permanyer i Francesc Xavier Bultó, aquest darrer abandonà l'empresa en companyia d'altres treballadors, essent aleshores promogut Leopold Milà a director tècnic de la companyia. Anys a venir, acabaria esdevenint soci de l'empresa després d'haver estat responsable de la creació d'alguns dels models més cèlebres de la marca, com ara la Impala i la Cota 247.
Durant els anys setanta, creà l'empresa Polinax (nom tret del seu nom familiar, Polín), on començarà a desenvolupar i produir dissenys propis i dels seus germans (Miquel i Alfons) per a la llar i la construcció. En destaquen la xemeneia de planxa de ferro Delta, l'escala de cargol MM o el llum TMM. El 1984 creà DAE (Diseño Ahorro Energético), empresa encara vigent especialitzada en el disseny de mobiliari urbà. DAE va aparèixer just en un moment d'especial auge d'aquest sector, quan els nous ajuntaments democràtics es van esmerçar en millorar l'espai públic tot afavorint el disseny de nous bancs, fanals o papereres.
Milà es va morir a causa d'un infart que va patir mentre nedava a la piscina de la finca familiar, a Esplugues de Llobregat. Als seus 85 anys encara romania actiu i, malgrat un incipient Parkinson, presidia el Consell d'Administració de DAE.

## Obra
Dins la seva professió, Milà ha estat lloat per la seva capacitat tècnica, visió innovadora i tenacitat empresarial. Concebia el disseny com a eina funcional, des d'un enfocament racionalista allunyat de l'esteticisme banal. Algunes de les seves obres més conegudes són aquestes:

### Motocicletes

#### Montesa Fura
El Fura fou un model innovador d'escúter que dissenyà per a Montesa el 1958, quan l'empresa volia introduir-se en aquest sector. Es tractava d'una moto carrossada amb xassís autoportant que fou presentada durant el XXVIII Saló de Ginebra, obtenint molts elogis per part de la crítica. Finalment, però, degut als alts costos de producció i a la forta implantació de Vespa a Catalunya, fou desestimat i no entrà en producció. Anys a venir, Montesa recuperaria la denominació de Fura per a un model totalment diferent: un ciclomotor de fora d'asfalt comercialitzat el 1970.

#### Montesa Impala
La nova Impala, un dels projectes més ambiciosos de Montesa, partia d'un concepte innovador i cercava un nou disseny de motocicleta de dos temps, còmoda, robusta i econòmica. Milà hi aplicà totes les seves idees sobre la moto ideal, des de la transmissió primària per engranatges fins al dipòsit pla per la part inferior i, sobretot, un motor molt diferenciat estèticament dels anteriors de la marca, per a crear el qual partí de zero. Trets característics de la moto eren el seu dipòsit elevat i un singular seient en forma de guitarra, que es va anar conservant igual en totes les versions posteriors de la Impala. Quan li preguntaren a Milà sobre el perquè de mantenir-lo, va dir: «Durant aquests anys han canviat moltes coses, però que jo sàpiga, el cul de la gent segueix sent el mateix».
A finals de 1961, mentre la Impala encara estava en fase de disseny, a Oriol Regàs se li acudí d'organitzar una travessia per l'Àfrica com a plataforma publicitària, per a demostrar-ne la qualitat. La iniciativa, anomenada Operació Impala, la portaren a terme Regàs i quatre aventurers catalans més a començaments de 1962 (del gener a l'abril), recorrent en 100 dies 20.000 km, entre Ciutat del Cap i Tunis, a bord de tres motocicletes de pre-sèrie del futur model. Finalment, aquell mateix 1962 es presentà oficialment la Montesa Impala i obtingué un gran èxit, rebent el premi Delta d'Or al millor disseny industrial, atorgat per l'ADI-FAD. Actualment, encara se'n poden veure moltes unitats circulant pels carrers de pobles i ciutats arreu del país.

#### Montesa Cota 247
El maig de 1968 es presentà oficialment la primera Montesa específicament dissenyada per al trial, la Cota 247, participant-ne tres unitats als Sis Dies d'Escòcia de Trial, la prova reina de la disciplina en aquells temps. L'autoria d'aquest model ha estat sovint atribuïda a Milà, ja que fou ell qui la presentà en públic per ser membre de l'associació ADI-FAD, però de fet Milà s'encarregà bàsicament de l'acabat estètic. La part tècnica -inclosa la idea del dipòsit/seient d'una sola peça- fou obra de Pere Pi (pilot oficial i cap de desenvolupament de la marca), i de Jordi Ros. A banda, Montesa fitxà el Campió de França Christian Rayer i, més endavant, un dels millors pilots de trial de l'època, l'anglès Don Smith, per tal d'aprofitar els seus grans coneixements en la matèria.
La nova Cota 247 fou un model amb moltes innovacions tècniques i, sobretot, estètiques. Els especialistes en valoraren l'harmonia de línies, la cromàtica en els acabats i l'innovador disseny del conjunt dipòsit/seient tipus "plàtan" en fibra de vidre, aconseguint una gran estilització i lleugeresa de formes que permetia controlar-ne l'estabilitat més fàcilment. Per totes aquestes aportacions, la motocicleta obtingué el premi de la crítica i el Delta d'Argent ADI-FAD al millor disseny industrial i, més endavant, amb motiu dels 25 anys dels premis ADI-FAD, el Delta d'Or en reconeixement de les seves aportacions d'avantguarda. A banda, ha estat situada al setè lloc de la llista dels 100 millors dissenys de motocicletes del segle xx.

### Llar
- Polinax:
  - Xemeneia de planxa de ferro Delta
  - Escala de cargol MM
  - Llum TMM
- DAE:[12]
  - Paperera Volca
  - Xemeneies:
    - Beta
    - Cadaqués i Cadaqués 90
    - Cerdanya i Cerdanya 91

### Mobiliari urbà
El mobiliari urbà que dissenyà per a la seva empresa DAE ha estat exportat a diversos països arreu del món.

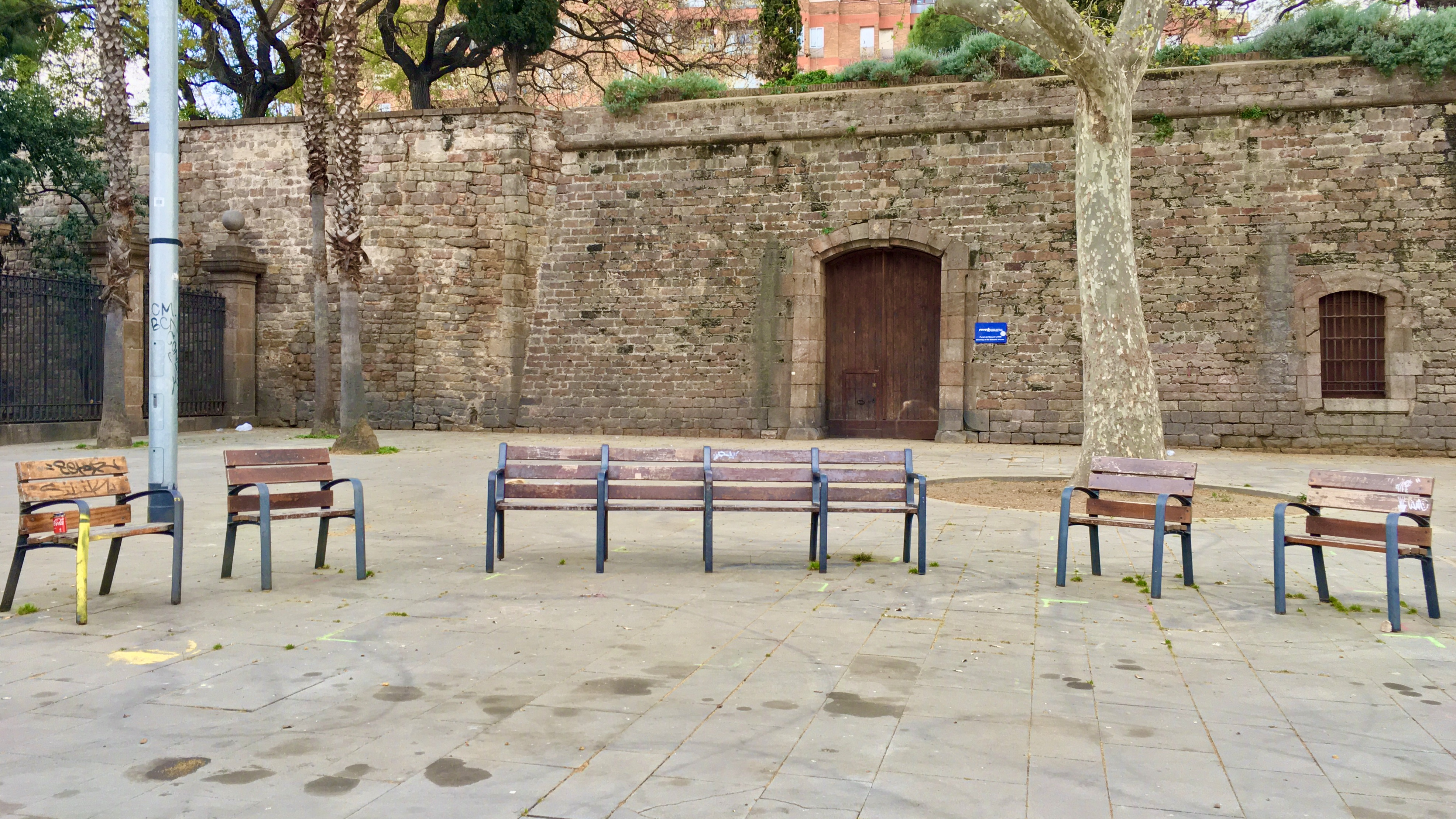
Mobiliari urbà Montseny

- Bancs:[12]
  - Ana
  - Montseny i Montseny Atemperado
  - Mota
  - Tao i Tao Eco
- Balises:
  - Noray
  - Topo
  - Vilanova
- Altres:
  - Bol·lard Tente
  - Fanal Solar
  - Pilona Tente

## Premis[14]
- Delta d'Or ADI-FAD:
  - Montesa Impala (1962)
  - Montesa Cota 247 (1986, "Delta d'Or 25 anys premis ADI-FAD")
- Delta d'Argent ADI-FAD:
  - Montesa Cota 247 (1968)
  - Pilona Tente (1997)
- Secció ADI-FAD:
  - Menció Especial ADI-FAD pel Fanal Conica (1980, conjuntament amb A. G. Espuche i M. Guardia)
  - Banc Montseny (1992)
- Premi de la crítica:
  - Montesa Cota 247 (1968)